# 棚橋小虎
棚橋 小虎（たなはし ことら、1889年1月14日 - 1973年2月20日）は日本の労働運動家、政治家。新人会などの学生運動、友愛会、労働総同盟などの労働運動にかかわり、日本労農党や社会党などの結成に関与した。

## 来歴・人物
第三高等学校卒業後、東京帝国大学法科大学に進み、在学中に新人会に参加した。また、麻生久、山名義鶴と社会問題研究会である木曜会を結成した。この木曜会には後に岡上守道、佐野学、野坂参三が参加した。
東京帝国大学在学中から麻生らと共に吉野作造や安部磯雄の影響を受けて、友愛会入会を期したが会長の鈴木文治に断られ、1917年卒業と共に司法官試補となった。翌1918年、司法官試補を辞して友愛会入会を果たし、1919年には関東出張所主事となって日立鉱山争議などを支援した。1920年8月に東京連合会主事、10月には日本労働総同盟友愛会中央委員に就任した。1921年にアナキストに対抗して、「労働組合へ帰れ」という論文を書き、知識階級排斥の標的とされ、東京連合会主事を辞任、翌1922年にヨーロッパ外遊に出た。
ヨーロッパ外遊では、まずドイツを経てジュネーヴに赴き、森戸辰男、浅利順四郎などの助力を得て第4回ILO会議で日本政府の憲章違反を暴露した。更に1923年7月にソ連に入り、ホー・チ・ミンや片山潜らと交流した。しかし、同年11月体調を崩して帰国した。
1924年、淡路島洲本町に移り、1926年に日本労働組合同盟会長、日本労農党中央執行委員に就任。1928年に洲本町会議員となり、1930年の第17回衆議院議員総選挙に兵庫第2区から出馬したが、落選した。
1936年、郷里の長野県松本市に転居し、翌1937年4月に執行された第20回衆議院議員総選挙に長野第4区から出馬したが、次点で落選した。1942年、第21回衆議院議員総選挙への出馬を企図したが、出馬を辞退。同年5月の松本市会議員選挙で松本市会議員に当選した。
1946年、日本社会党から第22回衆議院議員総選挙に立候補し初当選を果たしたが、東亜連盟への関与から公職追放を受けた。公職追放解除後の1949年執行の第24回衆議院議員総選挙は落選、翌1950年の第2回参議院議員通常選挙には当選した。1960年日本社会党を離党し、民主社会党結成に参画したが、1962年に政界を引退した。
1973年2月20日に心筋梗塞のため、自宅で死去した。

## 生涯

### 少年時代から代用教員時代まで
1889年1月14日、長野県東筑摩郡松本町（現・松本市）に、旧松本藩士で小学校教員の父・棚橋宣章と母・さゑ（旧松本藩士・関口友忠の娘）の四男として生まれた。名付け親は『信濃の国』の作詞者で、同じく旧松本藩士の浅井洌で、「風を切って千里を走る大虎も生るる時は小虎なりけり」という歌を添えて命名した。
1899年3月に東筑摩郡本城村（現・筑北村）尋常小学校を卒業した後、4月に坂北村（同）と本城村との組合立高等小学校に入学したが、一家の松本移住に伴って7月に松本町立松本尋常高等小学校男子部（開智学校）高等科1年に入学した。1901年、母方の従兄の薦めにより松本中学校（現・長野県松本深志高等学校）の入学試験を受験し、合格者中第4位の成績で及第した。松本中学校在学中に学生団体であった披雲会と自治団体であった尚志社に入り、活動した。1904年、棚橋は松本中学校4年に進級したが、2月から続いていた日露戦争に刺激されて、海軍兵学校への入学を決意した。この決意の背景には、父である宣章がつくった借金により学費納入が滞ることが多々あったことから、学費のかからない海軍兵学校を選択したということがあった。

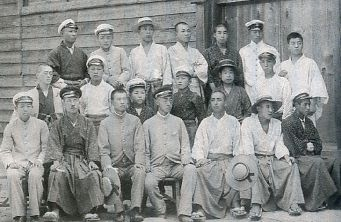
松本中学校時代における棚橋小虎。中列左から2人目が棚橋。

しかし、10月に入って左足に激痛を感じ、診断の結果左脚骨髄炎を発病していた。当初、進級単位の問題と地元の医師からリウマチと診断されていたこともあってしばらくはそのままでいたが、病状への不安から1905年4月に松本中学校を一時退学をして、5月から9月にかけて東京大学医学部附属病院で3度に亘り手術を受けた。12月に帰郷、翌1906年1月から復学して、3月に松本中学校を卒業した。この卒業に際しては通常、一年の三分の一以上欠席であった生徒は卒業できないこととなっていたが、棚橋は校長の小林有也に直談判を行い、小林が棚橋を卒業させる気であることを直感的に受け取った。
松本中学校卒業後、一旦銀行に就職したが2ヶ月で退職し、9月に左脚骨髄炎の治癒のために再度上京したが、東大病院の医師に内臓の不調の可能性を言われ、内科で診療を受けたところ左肺尖カタルと診断された。こうした健康不安もあって急に宗教に関心を持ち、松本メソジスト教会に通うようになった。1907年洗礼を受けたが、深く感銘を受けていた牧師の橋本睦之と伝道師の平林広人が松本メソジスト教会を離任することとなったことから、以後距離をおくようになった。2月に入ると東筑摩郡和田尋常高等小学校の校長であった岡村千馬太から和田小学校で代用教員の誘いがきた。当初、棚橋は健康不安に加えて、中等教員検定試験の受験を企図していたことからその誘いを留保していたものの、検定試験及第までの生活費や書籍代への不安から、9月に和田村へ赴き代用教員となった。尚、この代用教員時代の教え子たちによって、後年「保進会」という同窓会が組織されている。
健康不安は続いていたものの、1909年に入ると左脚骨髄炎の病源の大部分であるとされた足の骨片を除去することができた関係で、やや回復に向かい、それにつれて官吏を志し、帝大法科への進学を考えるようになった。帝大への進学に向け、まず翌年7月に行われる高等学校入学試験を受験することとした。当初、第一高等学校への進学を考えていたが、合格に不安があったことに加え、関西の生活に好奇心を抱いていたこと、尚志社の後輩である細田忠四郎が京都府立医学専門学校に在学中の関係があり好都合であったことから第三高等学校を選択することとした。受験準備の間、父・宣章の死に直面したが、1910年7月に第三高等学校を受験し、合格を果たした。棚橋は、合格の報せに接するまでの間、左脚骨髄炎が再発して東大病院で再度手術を受けることとなった。一旦退院できたものの、9月入浴時に傷口から丹毒に感染し再入院することとなった。しかし、すぐに退院して10月に松本を離れ、京都へと向かうこととなった。

### 三高から帝大へ
1910年10月から第三高等学校へ登校を始めた棚橋は、11月に入ると京都に尚志社の支舎を設けることを企図して、細田忠四郎や三沢満寿夫などの松本中学校出身で京都に住んでいた4名と黒谷に「由之舎」（京都尚志社）と名付けた家で共同生活を始めた。この京都尚志社には後に山名義鶴や塩川国助などが参加するようになる。
1911年早春に山名義鶴に出会い、山名の誘いで演説稽古のグループ「縦横会」を結成した。参加者は棚橋のほか、岸井寿郎（のち労働運動家、岸井成格の父）・岸田幸雄（のち参議院議員、兵庫県知事）・末川博（のち立命館大学総長）・麻生久（のち労働運動家、社会大衆党書記長）・岡林次郎（のち福岡高等裁判所判事）・吉田三雄・行宗貞隆・大西文一・村田利之助・細渓勇三・神明萬里・平島等であった。この「縦横会」参加者とのつながりは、後に棚橋が労働運動家や政治家として活動するなかでも続くことになっていく。こうした「縦横会」の活動の一方で、棚橋と山名は三高運動部の秘密結社であった「バンド」に参加した。9月にこの「バンド」による軟派学生暴力制裁事件が起こり、麻生を中心とした「縦横会」は「バンド」排斥運動を展開した。この折に、棚橋と山名は縦横会メンバーに面罵され、この影響で一時他の縦横会員との意思疎通を欠くことになった。1913年1月、折田彦市の後任として三高校長となった酒井佐保の排斥運動が発生した。この排斥運動は、第一次護憲運動に三高の学生が呼応して京都における暴動に参加した嫌疑で川端警察署の刑事が寄宿舎で捜査を行い、被疑者を連行した事件を発端としており、この刑事の寄宿舎への侵入は学校側が刑事となれ合って刑事のほしいままにさせたとして、元々生徒側にあった酒井校長不信への考えもあって酒井校長への排斥運動へと至ったものであった。この排斥運動の中で、「縦横会」を中心として校長問責生徒大会を開催して、酒井校長もこれに出席した。酒井校長はこの大会において率直に学校側の過失を認め誠意を披瀝したこともあって排斥運動は沈静化へと向かった。この校長問責生徒大会の中心には棚橋も動いており、こうした大正政変の影響を受けた様々な活動を通じて徐々に自由主義・個人主義へと転向していくようになる。
7月に入り、棚橋は上京して東京帝大法科を受験し、合格した。法科には棚橋のほかに「縦横会」の同志である山名義鶴と麻生久も進むことになった。1914年、棚橋は下層階級の解放について吉野作造や安部磯雄を訪問して意見を問うたり、学友との議論をしたり、先輩を訪ねて意見を聴いたりした。これは、棚橋が三高卒業時までに抱いた下層階級の解放を目的とする政治団体の樹立と、大学改革という2つの目標を具現化させるためであった。しかし、当初は希望に燃え張り切っていたものの次第に希望を失い、「ただ習慣的に大学に通っているというだけ」になっていった。こうした中で、7月に棚橋は初めて落第を経験することになる。この衝撃から一時郷里の松本に帰り、過去の自分との訣別のために自由奔放な「野性的生活」を翌月まで送り、体力と気力の回復に努めた。
1916年2月、吉野作造を訪問した棚橋・麻生・山名は、吉野から友愛会の話を聞いた。棚橋はそれまで将来の志望について決めかねていたが、友愛会の話に深い感銘を覚え、朧気ながらも友愛会入りを志すようになる。5月には政治家を志すことを決め、当時の棚橋の日記で次のように記述した。
政治家を志した棚橋は、暑中休暇を利用して松本へ帰郷した。そこで披雲会の後輩である青山善吉の相談を受けて、当時の松本中学校長であった本荘太一郎の排斥運動を展開することになった。これは小林有也の後任で校長に就任した本荘太一郎の教育方針についての反駁から起こった運動で、一時生徒側がストライキに及ぶ可能性まで進んだが、本荘が年度いっぱいで校長職を辞任することで決着をみた。
1917年2月、棚橋は吉野作造を訪問して自身の友愛会入りを相談した。棚橋は吉野が友愛会入りに賛成するものと考えていたが、吉野は友愛会入りに反対して労働者の法律顧問となるよう勧めた。しかし、棚橋は「自ら労働者となり、自分の周囲に同志を集め、それを拡大して団結を作る道を選びたい。」として、4月に鈴木文治と面会して友愛会員になった。6月に入ると安部磯雄、吉野作造、油谷治郎をそれぞれ訪問し、棚橋の友愛会入りに賛成の意見を受けた。安部磯雄から鈴木文治宛の紹介状をもらい、7月に鈴木文治を訪ねたが「財政上人を入れる余地なし」として断られた。ただ、棚橋も「このまま友愛会に入ることができても、法律の実際に通じないから、充分な活動は不可能だろう。むしろ一、二年弁護士でもやって法律の事務に通じてから友愛会に入る方がいいのではないか。」と考え、吉野作造に相談したところ司法官試補になることを勧められた。そこで棚橋は早速司法官試補の出願手続きを進めて内定を受けると共に、鈴木文治には将来の友愛会入りを約束した。こうして棚橋は、一旦司法官試補として歩みを進めることになった。

### 司法官試補を辞め友愛会へ
司法官試補になった棚橋であったが、1918年4月に麻生に友愛会入りを強く奨められたこともあって、徐々に司法官試補を辞め友愛会入りをすることを考えるようになった。その中で友愛会の野坂参三、麻生久、久留弘三らと友愛会改革案を検討するようになっていく。これは友愛会を労働団体として改組するためのもので、次のような成案を会長の鈴木文治に提出し、改革案は了承された。この了承と共に棚橋の友愛会勤務も承諾され、労働運動家として活動していくこととなる。
友愛会入りを決めた棚橋は9月に入ると麻生宅をクラブとして毎週会合をすることを麻生、山名らと申し合わせた。これは社会情勢の研究団体で、後に木曜会として発展し、佐野学なども参加するようになる。10月27日、棚橋は司法官試補の辞表を提出し、翌日に友愛会に入った。友愛会入りを果たした後、棚橋は吉野作造から内務省保健調査会が労働者の生計状態を調査するため東京市内の労働者街に定住してその調査に当たる人物を探しており、棚橋がその任に当たったらどうかとの誘いを受け、調査会を主催する高野岩三郎に面会した。高野から話を聞いた棚橋は、友愛会の松岡・野坂に相談し反対を受けたものの、調査の仕事を放棄する気になれず受諾することとなった。棚橋は早速、労働者街を調査して保健調査所の設置場所として島全体が労働者の町であった月島を、調査責任者を山名義鶴とし棚橋は側面からこれに協力することを高野に進言した。当初、高野は月島を調査所の設置場所として認めずに本所区柳島横川町を考えていたが、視察の結果月島を調査所の設置場所とすることにした。この月島の労働保健調査所は関東方面の最も開明的な労働運動の基地となっていく。

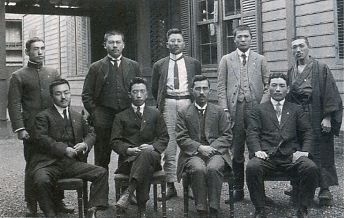
1919年、鈴木文治渡欧中における友愛会本部。前列左から久留弘三・野坂参三・北沢新次郎・松岡駒吉、後列左から一人おいて麻生久・山口政利・棚橋小虎・可児義雄。

12月に入ると会長の鈴木文治が渡欧したこともあって、棚橋は関東出張所主任として忙しい日々を送るようになっていった。棚橋は東京帝大時代から住んでいた本郷から月島の餅田守一の2階にその住居を移し、公私ともに労働運動に関わるようになった。1918年末当時で関東出張所管内の友愛会員は約5,000人で、管内で起こる争議に忙殺されていった。そんな中、1919年1月に岸井寿郎の姪にあたる孝子と婚約した。孝子は岸井寿郎の異母兄にあたる岸井品八の二女で、岸井寿郎の誘いで見合いをしたことがあった。孝子との間には後に三男二女をもうけることになる。
春ごろに起こった三田支部（日本電気株式会社に設置された労働団体）における賃金値上げストライキでは、当時としては珍しい12日間にわたるストライキとなり、棚橋はこの争議を指導すると共に会社側との交渉も担当して、要求の大部分の貫徹と犠牲者を出さないという結果を導き出し、「大会社を向うにまわし支部の全力をあげて対決した初めての争議であって大変印象深かった。」と回想している。更に治安警察法第十七条撤廃運動を鈴木文治の代理で友愛会の会長になっていた北沢新次郎に提案し、賛成を得てこの運動を展開した。こうした活動の中で棚橋は、更なる「労使の対立を前提とする戦闘的労働組合主義への転換」を考え、麻生久の友愛会入りを企図するようになる。4月、棚橋は麻生の友愛会入りを実現に向けた動きとして、麻生が友愛会入りを決意させること、友愛会本部の人不足を他の本部員に認識させることのためにサボタージュを行い、友愛会を長期欠勤して松本に帰郷してしまう。これを受けて5月、麻生は友愛会入りを決意し、友愛会本部側でも受け入れを承諾した。麻生は早速棚橋に上京を求める手紙を送り、棚橋はこれに応えて友愛会に復帰することになった。上京後、棚橋は会長代理の北沢と主事の松岡駒吉と協議して、本部の陣容一新案を実行に移す第一着手として友愛会出版部長であった平沢計七を退職させ、麻生を部長に据えた。こうした結果、友愛会は労働団体としての陣容を整え、8月末に開催された友愛会第七周年大会において「大日本労働総同盟友愛会」に改称を決定した。この大会において「明白な社会主義に立ってはいないが、労働者の人間性を強調し、資本主義の発達と機械文明の進歩が必然的に労働者の人格を蒸ししてこれを単なる生産の機械視することに抗議し、労働者は国際連盟と労働規約の精神に生き、自力をもって労働者の生存する権利と自由とを獲得すべきことを主張」して、更に組織体制も「会長独裁制」から「職業別地域別の地盤より選出された25名の理事の会議制」への変更、地域支部を職業別もしくは産業別全国組合に改組する組織方針の打ち出しを行った。棚橋はこの大会後に開かれた理事会において、新たに設置された鉱山部の主任を兼任することになり、以降鉱山における争議を担当することになった。
9月に起きたILO代表権問題において棚橋はその運動の中心となり、10月には足尾鉱山争議を指導することになった。この時、棚橋は友愛会足尾支部演説会に出席し演説をしたが、警官によって演説会は中止とされこれをきっかけとして足尾鉱山における友愛会員の膨張を生むこととなった。10月26日には遂にストライキに発展したが、一部が暴動化したため28日に会社側の要請によって警官隊が一斉検挙を行って、足尾ストライキは鎮静化に向かうことになる。11月末には日立争議が発生し、棚橋や麻生などが派遣された。この争議での演説会において棚橋は治安警察法第8条による解散命令に従わなかったとして麻生他8名と共に逮捕され、水戸監獄へ未決収監となった。この争議以降、関東における鉱山の労働運動は相次ぐこととなり、関東出張所と兼任では手が回らなくなったこともあり、麻生が鉱山部主任となり、棚橋は関東出張所専任となってその後の労働運動を指導していくことになった。

### 「労働組合へ帰れ」
1920年5月2日、友愛会ほか15組の労働組合は新人会などの思想団体も加えて上野公園において第1回メーデーを開催した。このメーデー開催後、メーデー参加団体は協議会を開き、今後の運動について継続的な連絡機関を設けることとして「労働組合同盟会」を創設した。この同盟会に対して友愛会は大きな影響力を持ち、労働運動の展開にさらに大きな役割を担うことになったが、また一方で隆盛しつつあった社会主義やアナーキズムによって友愛会内部の統制は難しい状況であり、会の統制を諮るために一応麻生を「日本社会主義同盟」との連絡役にする程度で留めていた。6月に入ると、棚橋は富士紡績押上工場の争議を指導することになったが、この争議は失敗という結果であった。8月、関東出張所の管轄であった各支部は自主的に労働運動を展開できるようになったとして、各支部の自主性を広範囲に認めて関東出張所を解消して、「大日本労働総同盟友愛会　東京連合会」へと発展させた。この東京連合会において棚橋は主事となり、9月には連合会書記に松本中学校時代から棚橋と親交があった上条愛一を招いた。10月に開催された友愛会8周年大会において友愛会は「日本労働総同盟友愛会」と改称すると共に、出張所制度を廃し連合会とすること、理事制を廃し中央委員制とすること、各支部を産業別、職業別に再編成すること、支部に職業紹介所を設けること、毎年メーデーを行うことが議決された。この議決と共に役員選挙が行われ、棚橋は関東選出の中央委員に就任した。更に麻生を中心として産業別の支部結成に向けて動いていたが、これに棚橋も協力して10月20日全日本鉱夫総連合会を結成し、棚橋は相談役として名を連ねた。その後、三越争議の指導や足立製作所事件の後処理などの活動を展開し、棚橋は東京連合会の要として活躍をしていった。
1921年1月、棚橋は友愛会の機関誌『労働』新年号に「労働組合へ帰れ」という論文を発表した。
棚橋は「多忙で静思する時間もないので、日ごろ頭を悩ましている最近の労働運動の動向についての感想を、東京連合会の机で頭に浮かぶままに書き流し、ほとんど読み返しもせず本部に送った」が、この論文は一部急進的労働組合から強い批判を浴びることになった。4月、3月に起こった足尾銅山争議を解決に麻生と共に導いたが、サンジカリスト・社会主義者・急進的労働者はこれを「麻生らが直接行動をもって最後まで資本家と抗争することを恐れ中途資本家に争議を売りつけたもの」と批判して「知識階級指導者の屈辱的妥協精神」にその罪が帰するとした。その後、5月に行われた第2回メーデーにおいてこの両者の相違は明確化し、7月に開催された東京連合会大会において棚橋にもその批判が集中することになった。この大会において棚橋は大会議長を務めたが、サンジカリスト・社会主義者・急進的労働者などからの「知識分子排撃」に会って議事進行を行えなくなり、議長辞職を余儀なくされた。更に棚橋はこうした東京連合会の状況を受けて東京連合主事についても辞職することになった。この主事辞職については友愛会幹部総会において慰留され顧問就任の提案もあったが、棚橋自身に思うところがあって受諾せず、最終的に主事辞職に決定した。これは棚橋が「社会主義や共産主義・無政府主義と労働組合運動の関係についてもっと研究して確乎たる信念をもちたいと考え」て、ヨーロッパやソ連への外遊を企図していたためで、辞職後に妻・孝子を連れて大分県国東町に移住して早速外遊に向けて準備を進めることになった。

### ヨーロッパ外遊

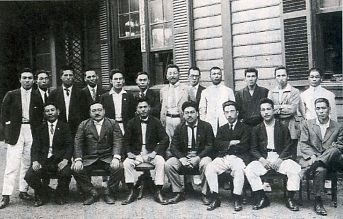
1922年、棚橋の渡欧を友愛会本部で撮影された写真。前列左から松岡駒吉・鈴木文治・棚橋小虎・麻生久・野坂参三・加藤勘十・山本懸蔵、後列左から3人目赤松克麿・2人おいて上条愛一。

1921年末に麻生の提案で棚橋の外遊資金調達のために、渡欧記念論集として『新社会的秩序へ』の出版を行った。この論集は、棚橋小虎を知っている学者や評論家、社会主義者らに寄稿してもらい、印税を棚橋の外遊資金に充てることとしていた。尚、論集には、山川均・高野岩三郎・北沢新次郎・荒畑勝二・赤松克麿・堺利彦・上田貞次郎・長谷川万次郎・米田庄太郎・大山郁夫・片上伸・安部磯雄・佐野学・新居格・石本恵吉・末弘巌太郎に加えて麻生が寄稿している。この記念論集の印税のほか、棚橋は三高時代の先輩の中俣正男や、孝子の父である岸井品八などから支援を受けて洋行費用を工面した。こうして棚橋は渡欧の目途が立つこととなり、1922年7月13日に門司を出港して上海、8月24日にマルセイユを経て、9月10日にベルリンに到着した。
棚橋はベルリン到着後、高野岩三郎に紹介を受けていた森戸辰雄らの出迎えを受けると共に、大内兵衛・石浜知行、山崎一雄などに会っている。このベルリンでは、ソ連でも通用するというドイツ語の練習のためにドイツ語学校に通っている。11月にジュネーヴに赴き、その頃開催されていた第4回ILO会議に日本労働総同盟理事の信任状を持参した上で、森戸及び浅利順四郎の手を借りて各国代表を歴訪し、日本政府の憲章違反を暴露した。これは日本の労働代表として赴いていた田澤義鋪の資格について抗議したものであった。12月に魚中毒で腸出血になり、伊藤清が看病にあたった。1923年4月、棚橋はベルリン大学哲学科の入試を受けて合格したが、同時期にソ連からの入国許可も得た。これは、赤色労働組合インターナショナルの中央執行委員で、当時日本に戻っていた山本懸蔵の代理をすることが目的であり、この関係で少し前の2月に片山潜に会っていた。棚橋は入国許可を受けて、7月にリガを経てモスクワに入り、国際農民大会に日本農民組合代表であった大西俊夫の通訳の資格で出席した。この時期にホー・チ・ミンと交わり、以降友好関係を築くこととなった。9月に入ると関東大震災の報せが棚橋に伝わり、更に10月には発熱に苦しんだこともあって、帰国を決意するようになった。11月、棚橋はモスクワを出発し、シベリア鉄道でシベリア横断をすることになった。中途、越境の際の面倒に備えて車窓から日記も含めた一切の書類を処分した。棚橋は日記に「ソ連を発って日本へ帰ると決めた時、日本改造については一応の構想を纏めていた。日本の改造はボルシェビズム（共産主義革命）に依るべきではない。これは日本の国情に合わない。民主主義によって社会主義の実現を目指すべきである。」と記している。棚橋は「満州」の日本領事館で入国許可を待つことになったが、日本総領事を務めていたのがたまたま松本中学校時代の先輩であった田中文一郎であり、この縁もあって入国許可は速やかに行われた。
帰国後、棚橋は1924年1月に京都に赴き、京都大学医学部で診察を受けた結果、肺尖部に病巣が見つかり、療養の必要を宣告された。棚橋は兵庫県津名郡洲本町の岡林次郎を訪ね、洲本を療養の地と定めて移住を行った。以降約一年間療養を行い、健康を回復させて同所で弁護士を開業して活動を再開させた。

### 洲本時代

#### 日本労農党・日本労働組合同盟の結成

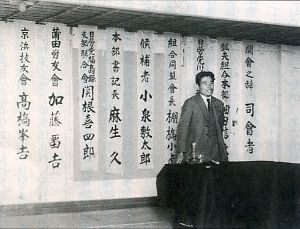
1927年、普通選挙による神奈川県会議員選挙において日本労働組合同盟会長として応援演説をする棚橋。

1925年、活動を再開した棚橋は淡路を中心に関西方面で労働運動家として活動を展開した。地元では貝釦労働組合向上会を結成してストライキを決行したり、日農の小作運動や農民運動・労働組合運動など様々な活動を行った。また、無産政党の結成にも関わり、7月18日に関西民政党を結成、12月には農民労働党を結成した（農民労働党については3時間で結社禁止となった。）。1926年に入ると、こうした無産政党結成の動きは更に活発化し、3月に労働農民党が結成されると棚橋は淡路支部の準備委員に推された。8月に淡路支部は創立大会を挙行し、次期を同じくして結成された日本労働総同盟兵庫県連合会に棚橋は会長として入ることになった。単一無産政党として誕生した労働農民党であったが、右派と左派との対立が激化して右派は総同盟と共に社会民衆党を結成し、労働農民党は左傾化を強めた。棚橋はこれを受けて、労働農民党淡路支部を離れて社会民衆党に合流しようとしたが、11月23日に麻生久らが日本労農党創立趣意書を発表し、その趣意書に棚橋に無断で創立発起人に加えたことから、棚橋は日本労農党への参加を余儀なくされた。また、この出来事を受けて、総同盟は棚橋を麻生らと共に除名し、加えて尼ヶ崎連合会からも除名された。棚橋らの離反に憤慨した総同盟尼ヶ崎連合会員50名あまりは棚橋の事務所を襲撃し、棚橋は頭部に裂傷を負った。この少し前の12月4日、総同盟と決裂して結成された日本労働組合同盟の会長に棚橋は推され就任した。更に12月9日、日本労農党結成大会が挙行され、この大会において棚橋は中央委員に就任した。
1927年3月、山名義鶴と共に上京した棚橋は麻生から神戸より立候補することを勧められた。しかし、実行はせず兵庫県第2区からの出馬を模索することになった。棚橋は組織固めのために5月に日本労働組合同盟兵庫県連合会を結成し、労働組合方面の組織を固めると共に、6月には淡路における全日本農民組合連合会の担当者として長尾正作を任命し、7月には全日農淡路支部を結成して農民運動方面の組織も固めた。9月4日日本労働党淡路支部を結成し、衆議院総選挙の前哨戦として位置づけられていた兵庫県会議員選挙に備えた。9月25日の県議選の結果、日本労働党からは阪本勝・永江一夫・行政長蔵が当選したが、棚橋が応援して淡路から立候補させていた木村初吉は落選した。1928年2月、第1回普通選挙が行われることになり、棚橋は立候補に向けて動き出したが準備不足から立候補を断念した。しかし、日本労働党淡路支部の党員はこれを受けて洲本町会議員選挙の立候補を棚橋に要請し、3月棚橋はこれに立候補して当選した。5月21日、それまで分裂していた日農と全日農の合同が成立し、5月27日には合同大会が開催された。これを受けて、無産政党も合同に向けた動きを強め、10月17日に日本労農党・日本農民党・無産大衆党・九州民憲党・中部民衆党・信州大衆党・島根自由民衆党の合同に向けた話し合いを行うために、河上丈太郎・阪本・山名・麻生・棚橋が神戸に参集して五者会談を行った。この会談において棚橋は合同に反対したが、結局11月に合同は決定し、12月20日に日本大衆党が結成された。この結成に際して、棚橋は高野岩三郎を新党の委員長に据えようとしたが、本人が承諾せず失敗した。このため、委員長は空位となり、書記長に平野力三、常任執行委員に棚橋や麻生ら24名が就任した。

#### 第17回総選挙への出馬

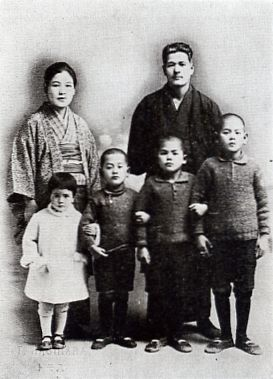
1933年における棚橋一家。後列右から棚橋・二女の鞠子を妊娠中の孝子、前列右から長男の泰助（のちに東京都議会議員）・次男の雄三・三男の五郎・長女の郁子。

1929年2月4日、前年に成立した無産政党合同に伴って各政党の支持団体となっていた労働団体の合同が決定していた関係で、合同後の組織で優位を得るために、日本労働組合同盟中央執行委員会の席上、淡路から東京への移転を公約させられた。これには同盟に参加していた山名義鶴や上条愛一らが動いており、棚橋を次の総選挙で東京第4区から出馬させる目的があった。3月6日から東京府会議員選挙と神奈川県会議員選挙の応援に赴いたが、淡路に戻った後に連日の高熱に浮かされた。診断の結果、腸チフスと診断され、5月29日には治癒したが体重は10貫9,000匁（約45kg）にまで減少していた。7月23日、棚橋は洲本で第1回大衆講座を開催した。講師には河上丈太郎を迎え、洲本における労働教育の場の創設となった。この大衆講座は8月14日に第2回を開催し、講師には松沢兼人（のち日本社会党衆議院議員・参議院議員）と杉山元治郎を迎えた。この間、8月8日に神戸で兵庫県第2区から総選挙に立候補する意思を表明した。これは6月の段階で田中義一内閣の総辞職を受けて成立した濱口雄幸内閣が衆議院解散をすることを予想して動いたものであった。しかし、棚橋は2月に既に東京移住を公約している関係で、山名はこれに反対した。しかし、棚橋は「もし立候補となれば、落選の場合を想定すれば、次回の総選挙にこの選挙区で立候補する以外に道はない。しからば当分、東京移住は不可能だし、その結果同盟会長を辞任するほかはない」として、兵庫県第2区からの立候補を決め、山名はこれを止めないこととなった。1930年1月4日、棚橋は阪本勝方で兵庫県第2区からの立候補を正式に表明し、2月20日の衆議院解散を受けて選挙戦を開始した。選挙事務長は阪本勝として、選挙地盤の尼崎市・西宮市・武庫郡・川辺郡・有馬郡は藤岡文六が、津名郡・三原郡は労働同盟書記の岩井伊久太が担当することとした。しかし、選挙資金不足は著しい状態であり開票の結果、得票は4,148票で下位から2位の惨敗であった。この選挙戦の間も労働組合の合同問題の話は進んでおり、選挙後の5月8日に上条と話した際に合同成立前に状況移転がない場合は合同成立後の推薦は難しい旨が伝えられた。これを受け棚橋は、5月14日に上京して麻生・山名・上条と会談して合同後の組織の会長は断念することを伝えた。5月31日、日本労働組合同盟と労働組合全国同盟は合同委員会を開催して棚橋は議長を務めたが、翌日開催された合同大会において会長には大矢省三（のち衆議院議員）が就任した。総選挙における惨敗と組合同盟会長辞職ののち、棚橋は中央から徐々に後退し、また交友上においても麻生・山名・岸井・上条・阪本などとの関係が気まずい関係になっていった。
1936年3月2日、棚橋は洲本町会議員に三選を果たす。しかし、三選を果たしたものの棚橋はこの以前から「自分としても選挙区を持たねばならない」という考えから松本への帰郷を考えるようになった。10月に棚橋は遂に松本への帰郷を決意してまず、長男・泰助を松本中学校へ転校させた後、11月22日に淡路を発って松本へ移転した。11月26日には弁護士事務所の看板を出し、松本における生活を開始した。

### 松本時代（1937年から終戦まで）

#### 第20回総選挙への出馬

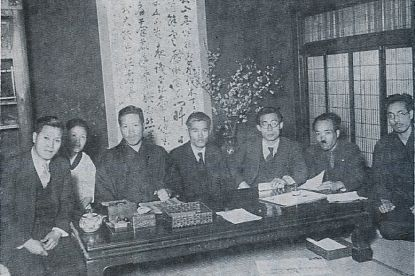
1937年の総選挙時の選挙事務所風景。左から一人おいて妻の孝子・百瀬嘉郎・棚橋・林虎雄・山本初吉。

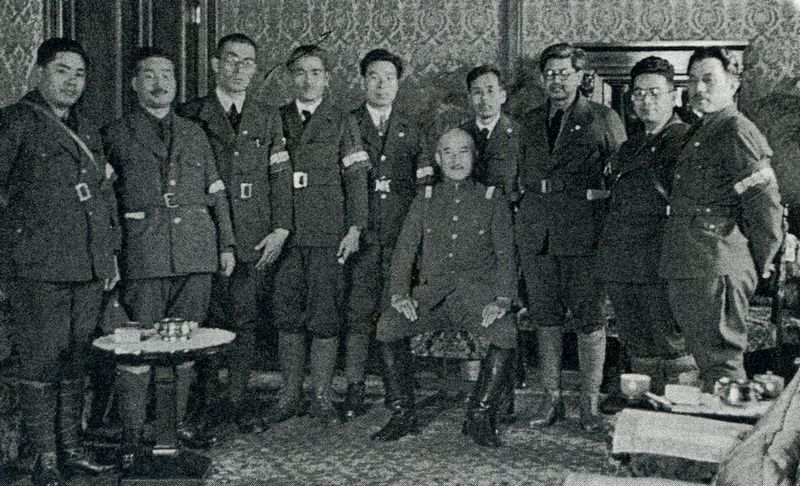
1937年の社会大衆党皇軍慰問。左から佐竹新市・二人おいて棚橋・河野密・寺内寿一・河上丈太郎・田万清臣・西尾末広

1937年3月31日、林銑十郎内閣は衆議院を解散し（いわゆる「食い逃げ解散」）、これによって総選挙が行われることとなった。棚橋は長野県第4区 から立候補することとし、選挙事務長の百瀬嘉郎（東筑摩郡連合青年団長、のち長野県翼賛壮年団本部長）を中心として、代用教員時代の教え子である和田村長の上条海次郎や波田産業組合専務理事の伊藤茂策など、県連合青年団の幹部から上条次郎（神林村助役、農革同盟長野県書記長）や所貞門（のち東筑摩郡翼賛壮年団長）など、更に社会大衆党 から林虎雄や山本初吉など、また東京から新人会の喜入虎太郎や作家の葉山嘉樹などで選挙組織を構成した。尚、棚橋は当時まだ淡路から移住したばかりであったこともあり、この選挙組織は主に林虎雄が担当していた。棚橋陣営は、第19回総選挙時にトップ当選を果たし、1936年12月に死去した中立候補の畔田明の支持者を全選挙区においてほぼ棚橋支持にすることに成功し、更に東筑摩郡においては社会大衆党長野県支部連合の青年団幹部や代用教員時代の関係者、少年時代の生い立ちの地の人々、南安曇郡においては農民・旧党の関係者の支持がそれぞれ得られたが、一方で北安曇郡での支持は伸び悩んでいた。当時の新聞で棚橋・喜入・林の三名を「三虎隊」とはやし立て、人気は良かったと林虎雄は回想している。しかし、棚橋陣営が配布していた立候補挨拶状に印刷された写真の中で棚橋が佐野学や幸徳秋水と写っている写真があり、棚橋の対抗馬であった立憲養正会の田中耕はこれを棚橋が共産主義者の証拠だとして逆宣伝した結果、棚橋の支持基盤の一つであった教育界の支持を失い、4月30日の投票の結果9,669票の次点での落選であった。但し、松本市で得票第3位、市域の村である島立村・和田村では得票第1位という善戦ぶりで注目され、この善戦に対して『信濃毎日新聞』5月2日付では社会大衆党の善戦については将来に期待がもてる、と好感をもって迎えられた。選挙落選後、棚橋陣営は買収饗応の嫌疑で5月2日正午までに15名が取調べを受けたが、林虎雄が留置関係者の釈放を求めるなどして取調べ終了後に逐次帰宅が許された。しかし、5月4日には幹部2名が松本刑務所に強制収容され、更に諏訪市の林宅に逃れていた棚橋と百瀬も逮捕され、最終的に百瀬ほか6名が公判に付されてそれぞれ禁固刑や懲金刑の判決が下されたが、文書違反程度で解決をみて、百瀬には後に執行猶予となった。
総選挙で次点となった棚橋は社会大衆党松本支部を結成して、自らの政治基盤の拡大を図った。更に11月29日から社会大衆党第6回全国大会で決定となった皇軍慰問に参加した。この皇軍慰問団は満州班・上海班・北支班に分けられており、棚橋は北支班に参加した。1938年12月11日、社会大衆党県連合大会が開催され、県連合委員長に選出された。党内で着実に中央への進出を進めていた棚橋であったが、1939年2月に社会大衆党と東方会の合同に失敗して以降、新体制運動の中心となっていった社会大衆党は1940年7月6日に解党し、更に党の中心にいた麻生も9月6日に死去したこともあって独自で選挙地盤を固めざるを得なくなった。この間、1939年6月18日に妻の孝子が胃ガンのため死去している。

#### 東亜連盟参加から翼賛選挙出馬断念へ
1941年3月16日、棚橋は東亜連盟の南信支部発足に関与してその発会式では座長を務めた。この発会式において南信支部長には林虎雄が選出されたが、のちに棚橋が支部長に就任した。棚橋の東亜連盟参加は他の旧社会大衆党主流派の人物たちと行動を共にしたもので、南信支部から分かれる形で同年6月には北信支部が、11月に中信支部がそれぞれ発足した。各支部は1942年12月当時で北信支部が28人、中信支部が120人、南信支部が143人の会員を擁し、独自の選挙地盤として形成されていった。棚橋は1942年に入ると、次期総選挙出馬に向けた動きを活発化させていく。これは、衆議院議員ノ任期延長ニ関スル法律によって総選挙の実施時期の特定が可能であったからであり、棚橋は上京して推薦制の見通しを探ると共に、大政翼賛会への「売り込み」と旧社会大衆党員への「顔つなぎ」を行った。更に東亜連盟本部に赴き、木村武雄から「立候補の場合は千円補助す」という約束の取り付けに成功し、また原玉重 から「翼賛会事務総長横山助成の手に推薦してある」という連絡があるなど東亜連盟を通しても「売り込み」を展開していた。棚橋は東亜連盟ばかりでなく、右翼政党である大日本党や右翼系政治家として知られていた中原謹司が率いる東亜建設国民連盟長野県支部も通しながら総選挙に向けた動きを本格化させていったが、最終的に4月1日に翼賛政治体制協議会の推薦が受けられないことが決まったことを受けて第21回衆議院議員総選挙への出馬を断念した。
総選挙への出馬断念を決めた直後の4月10日、棚橋は松本市会議員選挙への出馬を志した。市会選挙においても推薦制が採用されたが、組織された松本市会議員翼賛選挙協議会に棚橋と親しい丸山恒人（片倉製糸松本工場長）や、松本中学同窓の多田助一郎などが入ったこともあり、5月9日に棚橋は推薦候補者になった。5月24日、前日までに非推薦の立候補者が出なかったことから、棚橋は無投票で松本市会議員に当選し、以後松本市会を中心に政治活動を展開していく。松本市会議員として棚橋は、1944年に大政翼賛会松本支部常務委員筆頭となり、さらに翌1945年には5月に松本市国民義勇隊参与、翌月には松本市参事会員となった。

### 松本時代（終戦から死去まで）

#### 国政への進出
1945年8月15日の敗戦を受けて、棚橋は9月23日に旧社会大衆党員懇談会を開催して選挙態勢の発足を図った。11月2日に日本社会党が結党し、その結成大会において棚橋は中央執行委員に選出される。更に12月5日には、社会党松本支部を結成して支部長に、12月9日には社会党長野県連合会結成大会で執行委員長にそれぞれ就任した。12月22日には長野県第4区の正式候補者に決定したが、1947年に長野県は特例で大選挙区連記制が採られることになった関係で、新たに清水敬一郎と菅沢津郷が棚橋と共に選挙を戦うことになった。3月11日、棚橋は総選挙への立候補届出を行い、4月10日の投票の結果得票第7位の62,309票で衆議院議員に初当選を果たした。しかし、翌1947年3月31日に議会は解散し（「新憲法解散」）、更に4月6日に東亜連盟関与のために公職追放が確実となり、議員を失職した。この間、棚橋は初の民選知事を選出する長野県知事選挙の候補者銓衡に奔走し、本藤恒松（社会党衆議院議員）ほか17名と「鷹の湯会議」を行って林虎雄を知事選の候補者に決定した。林は4月7日の選挙で当選し、以後三選することになった。1948年5月22日、公職追放が解除されて12月23日の「馴れ合い解散」が起こると、早速立候補した。しかし、1949年1月23日の投票の結果落選し、これを受けて4月14日には社会党大会代議員を除かれた。12月18日、棚橋は県連合大会で参議院候補に推されて1950年5月3日に第2回参議院議員通常選挙への立候補（長野選挙区）を表明し、6月4日の投票の結果205,305票を獲得してトップ当選を果たした。7月11日、棚橋は参議院社会党議員副会長に就任した。
1951年10月に開催された社会党大会が開催されると、講和条約をめぐって左右に分裂し、棚橋は社会党右派に所属した。1952年4月15日、社会党右派県連結成大会が開催され、翌1953年2月22日には県連委員長に就任した。更に1954年1月の党大会では、再度中央執行委員に就任して右派の重鎮としてその姿を示した。その後、左右は統一されたが棚橋は県連大会委員長を留任され、1956年7月8日の第4回参議院議員通常選挙の結果、340,871票で再度トップ当選を果たした。1959年9月、社会党が西尾末広問責問題で紛糾すると、10月25日に衆議院議員21名・棚橋ほか参議院議員11名と共に社会党を脱党して「社会クラブ」を、12月29日にこれを改称して「民社クラブ」、翌1960年1月24日に更に改称して民主社会党を結成した。しかし、1961年5月に心臓に異常を感じ始めたことから引退を考えはじめ、民主社会党県連選対委員会から参院選再出馬の要請があったもののこれを辞退した。1962年5月7日、第40国会閉会に際して民主社会党両院議員総会で引退の演説を行い、国政から退いた。

#### 国政引退後
議員引退後の1965年に叙勲を辞退し、翌1966年8月から自伝の執筆に取りかかった。1968年8月4日に『自伝（一）』をタイプ印刷で刊行し、1969年3月10日に尚志社の記念碑「尚志社の跡」のため揮毫を行った（4月10日に除幕式が行われた。）。10月1日、再度叙勲を辞退した後に翌1970年に入ると心臓発作で入退院し、その後各地を旅行した。1973年2月20日、心筋梗塞のため自宅で死去した。

## 棚橋小虎日記
棚橋小虎は松本中学校在学中の1902年1月1日から日記を書き始め、死去の前日まで書き進められた。この日記は、他の棚橋小虎関係文書と共に遺族によって法政大学大原社会問題研究所に寄贈された。棚橋小虎関係文書は日記69冊をはじめとして、467通もの書簡や46葉もの写真、『自伝』の自筆原稿などで構成されており、「戦中から戦後にかけての庶民の記録としても、社会運動家の記録としても稀有であり、極めて興味深い歴史資料」とされている。伊藤隆は日記を「社会運動研究のこの上ない貴重な記録」として重要視し、日記の複写物を所有していたが、2008年に国立国会図書館憲政資料室に移管された。棚橋小虎日記の内容は詳細を極めており、几帳面に天候や祝祭日などが書かれ、更に人名もフルネームで表記されていることが多い一方で、自らの直截的な心情や女性関係も赤裸々に記載されている。また、政治活動とは関係のない生活や食事の様相などの記述も多く棚橋日記の特徴とされている。これら棚橋日記は長井純市が担当する法政大学日本近代史演習の受講生によって翻刻及び内容調査が行われている。尚、翻刻の成果は、2009年に『棚橋小虎日記（昭和二十年）』として、2011年に『棚橋小虎日記（昭和十七年）』として、2014年に『棚橋小虎日記（昭和十八年）』としてそれぞれ法政大学大原社会問題研究所のワーキング・ペーパーとして刊行され、翻刻作業は続いている。

### 書籍
- 棚橋小虎追悼集刊行会編『追想棚橋小虎』棚橋小虎追悼集刊行会、1974年
- 坂本令太郎『近代を築いたひとびと 5』信濃路、1978年
- 深志人物誌編集委員会編『深志人物誌』松本深志高等学校同窓会、1987年
- 棚橋小虎『小虎が駆ける』毎日新聞社、1999年　ISBN 4-620-31414-5
- 長井純市・渡辺穣・2006・2007年度法政大学日本近代史演習受講生編『棚橋小虎日記（昭和二十年）』法政大学大原社会問題研究所、2009年
- 長井純市・渡辺穣・2008・2009・2010年度法政大学日本近代史演習受講生編『棚橋小虎日記（昭和十七年）』法政大学大原社会問題研究所、2011年
- 長井純市・渡辺穣・田上慎一・2010・2011・2012・2013年度法政大学日本近代史演習受講生編『棚橋小虎日記（昭和十八年）』法政大学大原社会問題研究所、2014年

### 論文
- 中島さくら「一九三七年における棚橋小虎と社会大衆党」法政大学史学会『法政史学』72号、2009年

## 関連人物
- 吉野作造 - 帝大時代の恩師。
- 麻生久、山名義鶴 - 三高時代からの活動を共にしてきた社会運動家。
- 岸井成格 - 棚橋小虎の妻・孝子の叔父にあたる岸井寿郎の三男である。
- 米谷達也、米谷匡史 - 棚橋小虎と縁戚関係にある米谷義隆の孫。
- 伊藤隆 - 棚橋小虎日記の複写物を2008年まで保管していた。
- 長井純市 - 棚橋小虎日記の翻刻作業を指導している。